# USS Pelican (1995)
USS Pelican (Nederlands: Pelikaan) was een Amerikaanse mijnenjager van de Ospreyklasse. Het schip, gebouwd door Amerikaanse scheepswerf Avondale Shipyard uit New Orleans, was het derde schip bij de Amerikaanse marine met de naam Pelican. De schepen van de Ospreyklasse waren de eerste schepen bij de Amerikaanse marine die ontworpen waren als mijnenjager.
Na de uit dienst name is het schip overgedragen aan Griekenland waar het dienstdoet als Evniki.